# Olavsklostret i Tønsberg
Olavsklosteret i Tønsberg var et kloster som blev grundlagt i slutningen af 1100-tallet i Tønsberg. Det var viet til St. Olav (Olav den hellige) og tilhørte premonstratenserne, der oprindeligt en fransk klosterorden.
Olavslosteret i Tønsberg blev grundlagt i året 1191, eller kort tid før. Klostret hørte til byens mægtigste institutioner i middelalderen. I 1532, fire år før reformationen blev indført, blev klostret kongens eje, og kong Frederik 1. gav det til den dansk-norske adelsmand Erik Ugerup (1500–1571). En bybrand ødelagde klostrets bygninger i 1536. Klostrets store jordegods blev senere kernen i den adelige ejendom Jarlsberg Hovedgård.